# Jules Van Craen
Jules Van Craen (Lint, 3 september 1920 - Lint, 15 oktober 1945) was een Belgische voetballer.

## Biografie
Van Craen sloot zich op 12-jarige leeftijd aan bij Lierse SK, waar hij in het seizoen '38-'39 in het eerste elftal debuteerde als rechtsback in de laatste competitiewedstrijd (waar hij de hele jeugd ook speelde) en ook meteen scoorde. Het seizoen later ging hij op de midvoorpositie spelen in de plaats van Bernard Voorhoof. In datzelfde seizoen stond Lierse aan de leiding toen de wereldoorlog uitbrak op 10 mei 1940.In het volgend seizoen werd de Eere-Afdeeling in twee reeksen opgesplitst en later vanaf kwartfinales afgewerkt waar Lierse SK de finale won van White Star AC met 1-3. De titel is later officieus geworden omdat deze in andere vorm werd gespeeld. In 1942 werd hij met Lierse SK opnieuw kampioen van België. Tezamen met Arthur Ceuleers (Beerschot VAC) werd hij in het seizoen '42-'43 topscorer met 41 doelpunten. In totaal speelde hij 108 wedstrijden en scoorde 117 doelpunten. Hij speelde twee keer voor het nationale elftal, waarin hij in totaal vijf keer scoorde. Op 8 november 1942 werd hij nadat hij de 0-2 en 0-3 scoorde op Tilleur FC door Gaston Nihoul geblesseerd na een elleboog in de maagstreek. Jules speelde nog verder maar had vanaf dan elke wedstrijd krampen in de maagstreek waar later dan een gezwel werd vastgesteld. Hij speelde zelfs nog het seizoen 1943-1944 uit maar moest in de loop van 1944 naar het hospitaal in Genk voor opnieuw een operatie, en in februari 1945 nog een keer, waarna hij terug naar huis ging en paar maand later op 10 oktober overleed aan het gezwel. De eerste cijfers zijn van de Noodcompetitie Provincie Antwerpen en de tweede van datzelfde seizoen 1939-1940 van de Noodcompetitie Eere-Afdeeling en voor 1940-1941 is het andersom.